# Edward W. McGaughey

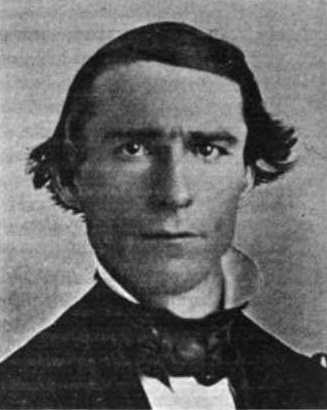
Edward W. McGaughey

Edward Wilson McGaughey (* 16. Januar 1817 bei Greencastle, Indiana; † 6. August 1852 in San Francisco, Kalifornien) war ein US-amerikanischer Politiker. Zwischen 1845 und 1847 sowie nochmals von 1849 bis 1851 vertrat er den Bundesstaat Indiana im US-Repräsentantenhaus.

## Werdegang
Edward McGaughey besuchte die öffentlichen Schulen seiner Heimat und war danach als Deputy Clerk bei der Verwaltung im Putnam County angestellt. Nach einem anschließenden Jurastudium und seiner im Jahr 1835 erfolgten Zulassung als Rechtsanwalt begann er in Greencastle in diesem Beruf zu arbeiten. Gleichzeitig schlug er als Mitglied der Whig Party eine politische Laufbahn ein. In den Jahren 1839 und 1840 saß er als Abgeordneter im Repräsentantenhaus von Indiana; zwischen Dezember 1842 und Februar 1843 gehörte er dem Staatssenat an.
1842 kandidierte McGaughey noch erfolglos für den Kongress. Bei den Wahlen des Jahres 1844 wurde er dann aber im siebten Wahlbezirk von Indiana in das US-Repräsentantenhaus in Washington, D.C. gewählt, wo er am 4. März 1845 die Nachfolge von Joseph A. Wright antrat. Da er im Jahr 1846 gegen Richard W. Thompson verlor, konnte er bis zum 3. März 1847 nur eine Legislaturperioden im Kongress absolvieren. Diese war von den Ereignissen des Mexikanisch-Amerikanischen Krieges bestimmt. Nach seinem zwischenzeitlichen Ausscheiden aus dem Kongress praktizierte er in Rockville als Anwalt. Bei den Wahlen des Jahres 1848 schaffte McGaughey den Wiedereinzug in das US-Repräsentantenhaus, wo er am 4. März 1849 Thompson wieder ablöste. Bis zum 3. März 1851 konnte er eine weitere Legislaturperiode im Kongress verbringen. Im Jahr 1850 wurde er nicht wiedergewählt.
Im Jahr 1849 wurde Edward McGaughey von Präsident Zachary Taylor zum Gouverneur des Minnesota-Territoriums ernannt. Dieses Amt konnte er aber nicht antreten, weil der US-Senat seine Zustimmung verweigerte. Im Jahr 1852 zog er nach Kalifornien, wo er am 6. August in San Francisco verstarb.